# Банк Японії з міжнародного співробітництва
Е́кспортно-і́мпортний ба́нк Япо́нії (яп. 日本輸出入銀行) — японська урядова фінансова організація, що існувала протягом 1950–1999 років. 

## Історія
Заснована з метою розвитку японської торгівлі і сприяння розвитку іноземних економік. Завідував питаннями японської торгівлі, фінансовими питаннями експорту та імпорту, а також надавав кредити іноземним країнам для інвестування.

## Сучасний стан
1999 року, за рішенням Кабінету міністрів Японії, був об'єднаний з Фондом закордонного економічного співробітництва. Нова установа отримала назву — Банк Японії з міжнародного співробітництва.